# Jarkko Nieminen
Jarkko Nieminen (23 de julho de 1981, Masku) é um ex-tenista profissional finlandês que obteve sua melhor classificação na ATP em 2006, quando foi 13° colocado do ranking mundial. Ele integrou o Conselho de Jogadores da ATP de junho de 2010 a junho de 2014. Despediu-se do circuito profissional de tênis no final da temporada de 2015.
Nieminen obteve vitórias sobre vários números 1 do mundo ou que já 
estiveram nessa posição, como Andre Agassi, Yevgeny Kafelnikov, Carlos Moya, Marat Safin, Juan Carlos Ferrero e Novak Djokovic. 
Como
juvenil, foi campeão do US Open de Tênis, em 1999. Já como profissional, teve 405 vitórias e 347 derrotas na carreira. Em torneios da ATP, ele levantou dois troféus de 
simples em 13 finais e teve cinco títulos e quatro vices nas duplas. Em simples, alcançou as quartas de final de Grand Slam em três ocasiões (US Open 2005, Wimbledon 2006 e Open da Austrália 2008). 
Ele ainda  tem os recordes de vitórias de simples e duplas pela Finlândia na Copa Davis e defendeu o país por 17 anos. Tendo em vista seus desempenhos e sua classificação, Nieminen é considerado o melhor tenista finlandês de todos os tempos, e o primeiro (e até agora o único) tenista finlandês a vencer um torneio da ATP em simples (Auckland, 9 de janeiro de 2006) e a ter alcançado as quartas-de-final de um torneio do Grand Slam.
Em sua despedida das quadras, fez uma partida amistosa contra Roger Federer, amigo do circuito na Hartwall Arena, em Helsinki. No dia 9 de Novembro de 2015.

## ATP Tour finais

### Simples: 13 (2–11)
| Legenda                           |
| --------------------------------- |
| Grand Slam (0–0)                  |
| ATP World Tour Finals (0–0)       |
| ATP World Tour Masters 1000 (0–0) |
| ATP World Tour 500 Series (0–0)   |
| ATP World Tour 250 Series (2–11)  |

| Resultado | N.  | Data            | Torneio                                                     | Piso     | Oponente               | Placar                  |
| --------- | --- | --------------- | ----------------------------------------------------------- | -------- | ---------------------- | ----------------------- |
| Vice      | 1.  | 29 Outubro 2001 | Stockholm Open, Suécia                                      | Duro     | Sjeng Schalken         | 6–3, 3–6, 3–6, 6–4, 3–6 |
| Vice      | 2.  | 15 Abril 2002   | Estoril Open, Estoril, Portugal                             | Saibro   | David Nalbandian       | 4–6, 6–7(5–7)           |
| Vice      | 3.  | 6 Maio 2002     | Open de Tenis Comunidad Valenciana, Majorca, Espanha        | Saibro   | Gastón Gaudio          | 2–6, 3–6                |
| Vice      | 4.  | 5 Maio 2003     | BMW Open, Munique, Alemanha                                 | Saibro   | Roger Federer          | 1–6, 4–6                |
| Campeão   | 1.  | 9 Janeiro 2006  | Heineken Open, Auckland, Nova Zelândia                      | Duro     | Mario Ančić            | 6–2, 6–2                |
| Vice      | 5.  | 16 Outubro 2006 | Stockholm Open, Suécia (2)                                  | Duro     | James Blake            | 4–6, 2–6                |
| Vice      | 6.  | 29 Outubro 2007 | Davidoff Swiss Indoors, Basel, Suíça                        | Duro     | Roger Federer          | 3–6, 4–6                |
| Vice      | 7.  | 6 Janeiro 2008  | Next Generation Adelaide International, Adelaide, Austrália | Duro     | Michaël Llodra         | 3–6, 4–6                |
| Vice      | 8.  | 17 Janeiro 2009 | Medibank International, Sydney, Austrália                   | Duro     | David Nalbandian       | 3–6, 7–6(11–9), 2–6     |
| Vice      | 9.  | 3 Outubro 2010  | PTT Thailand Open, Bangkok, Tailândia                       | Duro (i) | Guillermo García-López | 4–6, 6–3, 4–6           |
| Vice      | 10. | 23 Outubro 2011 | Stockholm Open, Suécia (3)                                  | Duro (i) | Gaël Monfils           | 5–7, 6–3, 2–6           |
| Campeão   | 2.  | 15 Janeiro 2012 | Medibank International, Sydney, Austrália                   | Duro     | Julien Benneteau       | 6–2, 7–5                |
| Vice      | 11. | 25 Maio 2013    | Power Horse Cup, Düsseldorf, Alemanha                       | Saibro   | Juan Mónaco            | 4–6, 3–6                |

### Duplas: 9 (5–4)
| Legenda                           |
| --------------------------------- |
| Grand Slam (0–0)                  |
| ATP World Tour Finals (0–0)       |
| ATP World Tour Masters 1000 (0–0) |
| ATP World Tour 500 Series (0–0)   |
| ATP World Tour 250 Series (5–4)   |

| Resultado | N. | Data              | Torneio                                       | Piso     | Parceiro         | Oponentes                          | Placar                |
| --------- | -- | ----------------- | --------------------------------------------- | -------- | ---------------- | ---------------------------------- | --------------------- |
| Vice      | 1. | 29 Setembro 2003  | Thailand Open, Bangkok, Tailândia             | Duro     | Andrew Kratzmann | Jonathan Erlich Andy Ram           | 3–6, 6–7(4–7)         |
| Campeão   | 1. | 24 Setembro 2007  | Chennai Open, Bombay, Índia                   | Duro     | Robert Lindstedt | Rohan Bopanna Aisam-ul-Haq Qureshi | 7–6(7–3), 7–6(7–5)    |
| Vice      | 2. | 15 Fevereiro 2009 | SAP Open, San Jose, EUA                       | Duro (i) | Rohan Bopanna    | Tommy Haas Radek Štěpánek          | 2–6, 3–6              |
| Campeão   | 2. | 1 Agosto 2010     | Allianz Suisse Open Gstaad, Gstaad, Suíça     | Saibro   | Johan Brunström  | Marcelo Melo Bruno Soares          | 6–3, 6–7(4–7), [11–9] |
| Vice      | 3. | 24 Outubro 2010   | If Stockholm Open, Suécia                     | Duro (i) | Johan Brunström  | Eric Butorac Jean-Julien Rojer     | 3–6, 4–6              |
| Vice      | 4. | 15 Janeiro 2012   | Apia International Sydney, Sydney, Austrália  | Duro     | Matthew Ebden    | Bob Bryan Mike Bryan               | 1–6, 4–6              |
| Campeão   | 3. | 5 Maio 2013       | BMW Open, Munique, Alemanha                   | Saibro   | Dmitry Tursunov  | Marcos Baghdatis Eric Butorac      | 6–1, 6–4              |
| Campeão   | 4. | 2 Agosto 2014     | Bet-at-home Cup Kitzbühel, Kitzbühel, Austria | Saibro   | Henri Kontinen   | Daniele Bracciali Andrey Golubev   | 6–1, 6–4              |
| Campeão   | 5. | 1 Março 2015      | Argentina Open, Buenos Aires, Argentina       | Saibro   | André Sá         | Pablo Andújar Olivier Marach       | 4–6, 6–4, [10–7]      |